# Xihàbida

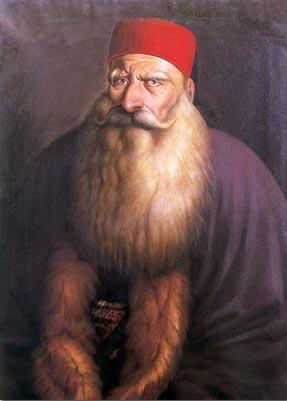
Baixir Xihab II.

Els xihàbides o xihabites o Banu Xihab foren una dinastia feudal del Líban. Els amirs shihabites tenien al seu càrrec la recaptació del districtes muntanyosos al sandjak de Sidó-Beirut i més tard al sandkjak de Trípoli, funcions que van exercir entre 1590 i 1842.
La família ja governava localment la vall de Wadi al-Taym quan van arribar els otomans el 1516. Per aliances polítiques i matrimonials amb els drusos maànides (Banu Maan que governaven el Shuf, van aconseguir la recaptació (iltizam) als districtes muntanyosos del sandjak de Sidó-Beirut el 1590 i van exercir gairebé sense interrupció fins al 1697. Llavors es va extingir la línia maànida i els otomans van donar el seu iltizam als Banu Shahib, que eren els seus parents i lleials servidors, amb l'acord suposat de la gent del Shuf. Els shihabites van organitzar els territoris assignats en unitats fiscals locals (makalaat) i al front de cadascun van posar a la família principal de maixaykhs drusos o maronites. Els xihabites van donar un persistent suport als maronites i es van enfrontar als drusos; progressivament alguns shihabites es van convertir als cristianisme maronita (a partir del darrer decenni del segle xviii). Després es van aliar a Muhàmmad Alí Paixà d'Egipte i van col·laborar amb els egipcis durant l'ocupació de Síria (1832-1840). Abans de retornar els otomans, l'amir Bashir II es va rendir als britànics i se'n va anar a l'exili; el va succeir Baixir Xihab III que fou deposat pels otomans el 13 de gener de 1842.
La família va subsistir dividida en dues branques, una cristiana i una musulmana sunnita.
El maronita Fuad Shihab fou president de la república del Líban (1958-1964).

## Llista de governants
| Nom        | Regne     |
| ---------- | --------- |
| Bashir I   | 1697-1707 |
| Haydar     | 1707-1732 |
| Mulhim     | 1732-1754 |
| Mansur     | 1754-1770 |
| Yusuf      | 1770-1788 |
| Baixir II  | 1788-1840 |
| Bashir III | 1840-1842 |